# Comeback Kid
Comeback Kid – kanadyjski zespół grający hardcore punk pochodzący z Winnipeg, Manitoba.

## Historia
Comeback Kid powstał latem 2000 roku. Po wydaniu demo w 2002 roku zainteresowało się nimi Facedown Records. Razem z tą wytwórnią nagrali swój debiutancki album Turn It Around. W 2004 roku zespół ruszył w trasę po Stanach. W listopadzie 2004 Comeback Kid znów weszli do studia, aby nagrać nowy album (Wake the Dead). Ukazał się on w lutym 2005 roku i został wydany przez Victory Records. Zespół promował nowy krążek w Australii, Japonii i USA i Kanadzie. W listopadzie zespół ruszył w swoją pierwszą trasę po Europie. W 2006 roku zespół opuścił Scott Wade. Funkcje wokalisty przejął gitarzysta Andrew Neufeld. 20 lutego 2007 roku ukazał się materiał zarejestrowany rok wcześniej w listopadzie. Album nosi tytuł Broadcasting... W Kanadzie rozprowadzany jest przez wytwórnię Smallman Records, a w innych częściach świata przez Victory Records. Zespół zapowiedział nową płytę, noszącą nazwę Symptoms + Cures, której premiera jest zapowiedziana na 31 sierpnia 2010r. W ramach trasy koncertowej Never Say Die 2010 Comeback Kid oddał koncert w Krakowie 14 listopada 2010.
4 marca 2014 nakładem Victory Records ukazał się piąty studyjny album zespołu zatytułowany "Die Knowing". Krążek promuje wideoklip do piosenki pt. "Should Know Better".
Ich siódmy album studyjny "Heavy Steps" wyszedł w styczniu 2022.

## Muzycy

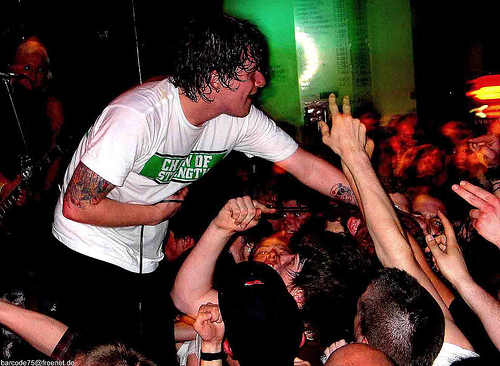
Comeback Kid podczas koncertu w Münster (2006)

### Obecny skład zespołu
- Andrew Neufeld - gitara, wokal
- Jeremt Hiebert - gitara
- Kevin Call - gitara basowa
- Kyle Profetta - perkusja

### Byli członkowie
- Scott Wade - wokal (2000–2006)
- Cliff Heide - gitara basowa (2000–2003)
- Sean Lipinski - gitara basowa (2004–2004)

## Dyskografia
- Demo (2003)
- Turn It Around (2003)
- Wake the Dead (2005)
- Broadcasting... (2007)
- Symptoms + Cures (2010)
- Die Knowing (2014)
- Outsider (2017)
- Heavy steps (2022)